# Recht uit het hart (single van Splitsing)
Recht uit het hart is een nummer van de Nederlandse band Splitsing uit 1987. Het is de tweede single van hun gelijknamige tweede studioalbum.
"Recht uit het hart" is een ballad toegewijd aan de geliefde van de liedverteller. Het nummer wist de Nederlandse Top 40 niet te bereiken, maar bleef in plaats daarvan steken op een 6e positie in de Tipparade.

## Tracklijst
- 7"

1. "Recht uit het hart" - 4:15
2. "Herinneringen" 3:55